# Душко Грмуша
Душко Грмуша, (Бања Лука, 4. септембар 1962) је падобранац и спортски радник.

## Биографија
Падобранством се почео бавити 1980. у бањалучком Аеро-клубу "Руди Чајавец". На првенствима БиХ за омладинце са клубом је у Тузли 1983. освојио златну медаљу у скоковима на циљ, а 1985. у Мостару бронзану медаљу у генералном пласману. На Петровданском купу у Приједору, са Аеро-клубом "Свети Илија", 1996. био је екипни побједник, 1997. освојио је сребрну, а 2000. године бронзану медаљу. Био је трећи на првенству Савезне Републике Југославије 1997. године. Имао је 1.124 падобранска скока. Ветеран је 63. падобранске бригаде из Ниша. Оснивач је и директор Падобранског школског центра "Бања Лука", јединог те врсте у БиХ, гдје ради као наставник падобранства. Предсједник је Падобранског клуба "Бања Лука" и предсједник Ваздухопловног савеза БиХ.